# Pattaya Women's Open 1994
Il Pattaya Women's Open 1994 è stato un torneo di tennis giocato sul cemento. È stata la 4ª edizione del Pattaya Women's Open, che fa parte della categoria Tier IV nell'ambito del WTA Tour 1994. 
Si è giocato a Pattaya in Thailandia, dall'11 al 17 aprile 1994.

## Campionesse

### Singolare
Sabine Appelmans ha battuto in finale  Patty Fendick con il punteggio di 6(5)–7, 7–6(5), 6–2

### Doppio
Patty Fendick /  Meredith McGrath hanno battuto in finale  Yayuk Basuki /  Nana Miyagi con il punteggio di 7–6(0), 3–6, 6–3